# 식스블릿츠: 분노의 추적
식스블릿츠: 분노의 추적(6 Bullets)은 미국에서 제작된 어니 바바라쉬 감독의 2012년 액션, 범죄, 스릴러 영화이다. 장 끌로드 반담 등이 주연으로 출연하였다.

## 출연

### 주연
- 장 끌로드 반담
- 조 플라니건
- 안나 루이즈 플로우먼

### 조연
- 샤롯 보몬트
- 스티브 니콜슨
- 우리엘 에밀 폴락
- 루이스 뎀시
- 크리스토퍼 반 바렌버그
- 비앙카 반 바렌버그
- 아디나 라피테아누
- 셀레스타 호지